# Hacienda de Cabañas
Hacienda de Cabañas es una localidad del estado mexicano de Guerrero. Es parte del municipio de Benito Juárez.

## Demografía
| Gráfica de evolución demográfica |
|                                  |

| Censo | Población |
| ----- | --------- |
| 1940  | 1 101     |
| 1950  | 1 657     |
| 1960  | 1 905     |
| 1970  | 2 140     |
| 1980  | 1 740     |
| 1990  | 2 315     |
| 2000  | 2 072     |
| 2010  | 2 011     |
| 2020  | 1 985     |